# Aegypiinae
Aegypiinae Peters, 1931 è una sottofamiglia di uccelli della famiglia Accipitridae, noti comunemente come avvoltoi del Vecchio Mondo.
Nonostante alcune superficiali somiglianze, tale gruppo non è strettamente legato agli avvoltoi del Nuovo Mondo (famiglia Cathartidae). Infatti le somiglianze tra i due gruppi di avvoltoi sono dovute più a convergenza evolutiva che non ad una stretta relazione di parentela.

Furono assai diffusi sia nel Vecchio Continente che nel Nord America, durante il Neogene.

## Descrizione
Un carattere distintivo di molti avvoltoi è il capo nudo, privo di piume e gli artigli che, a differenza di altri rapaci, non sono aguzzi e affilati ma ottusi e più tondeggianti, più adatti per camminare che per ghermire le prede.

## Biologia
Sono uccelli "spazzini", che si alimentano principalmente di carcasse di animali morti ma, a differenza degli avvoltoi del Nuovo Mondo che hanno un olfatto estremamente sviluppato, gli avvoltoi del Vecchio Mondo individuano le carcasse sfruttando esclusivamente il senso della vista.
Possono vivere fino a 50/60 anni.

## Tassonomia
La sottofamiglia Aegypiinae comprende i seguenti generi e specie:
- Genere Aegypius
  - Aegypius monachus (Linnaeus, 1766) - avvoltoio monaco
- Genere Gypaetus
  - Gypaetus barbatus (Linnaeus, 1758) - gipeto o avvoltoio degli agnelli
- Genere Gypohierax
  - Gypohierax angolensis (Gmelin, JF, 1788) - avvoltoio delle palme
- Genere Gyps
  - Gyps africanus Salvadori, 1865 - grifone dorsobianco africano o Avvoltoio dorsobianco
  - Gyps bengalensis (Gmelin, JF, 1788) - grifone del Bengala o grifone dorsobianco orientale
  - Gyps indicus (Scopoli, 1786) - grifone indiano
  - Gyps tenuirostris Gray, GR, 1844 - grifone dal becco sottile
  - Gyps rueppellii (Brehm, AE, 1852) - grifone di Rueppell
  - Gyps himalayensis Hume, 1869 - grifone dell'Himalaya
  - Gyps fulvus (Hablizl, 1783) - grifone eurasiatico
  - Gyps coprotheres (Forster, JR, 1798) - avvoltoio del Capo o grifone del Capo
- Genere Necrosyrtes
  - Necrosyrtes monachus (Temminck, 1823) - capovaccaio pileato o avvoltoio cappuccino
- Genere Neophron
  - Neophron percnopterus (Linnaeus, 1758) - capovaccaio
- Genere Sarcogyps
  - Sarcogyps calvus (Scopoli, 1786) - avvoltoio calvo o avvoltoio testarossa
- Genere Torgos
  - Torgos tracheliotus (Forster, JR, 1796) - avvoltoio orecchiuto
- Genere Trigonoceps
  - Trigonoceps occipitalis (Burchell, 1824) - avvoltoio testabianca

## Nella cultura di massa
In varie traduzioni del Libro della Giungla di Rudyard Kipling (in particolare nelle Storie di Mowgli adottato dai gruppi Scout dell'AGESCI, del Cngei e degli Scout d'Europa), Chil, uno dei personaggi principali viene identificato come un avvoltoio, mentre si tratta in realtà un nibbio bramino indiano (il termine usato nella versione originale inglese è "kite"), rapace appartenente alla stessa famiglia degli avvoltoi (Accipitridae).